# Miguel Covarrubias Acosta
Miguel Covarrubias Acosta (* 1856 in Xalapa, Veracruz; † 7. Juli 1924 in Paris) war ein mexikanischer Botschafter und vom 14. Juni bis 1. August 1920 Außenminister seines Landes.

## Leben
Sein Bruder José Covarrubias Acosta, der Vater des Künstlers José Miguel Covarrubias, war Direktor der Lotería Nacional und Director del Timbre im Secretaria de Hacienda (zeichnungsberechtigter Direktor im Finanzministerium). Miguel Covarrubias trat 1887 in den auswärtigen Dienst, stieg in Washington ab 1889 vom Botschaftssekretär dritter Klasse zum Botschaftssekretär erster Klasse auf und war zeitweise Geschäftsträger. Er war auch in Rom akkreditiert.
Zu seiner Berufung als Außenminister teilte die The New York Times mit, dass er nach der Ermordung von Francisco Madero von seinen diplomatischen Posten zurückgetreten und US-freundlich sei. Sein sechswöchiges Ministeramt im Kabinett von Adolfo de la Huerta wurde beendet, nachdem er mit einem noch nicht akkreditierten guatemaltekischen Diplomaten ein Gespräch geführt hatte. Später war er Finzminister.
| Vorgänger                 | Amt                                                                                             | Nachfolger                    |
| ------------------------- | ----------------------------------------------------------------------------------------------- | ----------------------------- |
| José María Gamboa         | mexikanischer Botschafter in Bogotá Sitz Santiago de Chile 30. Juli 1902 bis 17. September 1903 | Miguel de Béistegui y Septién |
| José María Gamboa         | mexikanischer Botschafter in Caracas Sitz Santiago de Chile 16. März 1904 bis Dezember 1905     | Manuel J. de Lizardi          |
| Manuel Barreiro y Vallejo | mexikanischer Botschafter in Santiago de Chile 16. März 1904 bis 15. Mai 1907                   | Miguel de Béistegui y Septién |
| José María Gamboa         | mexikanischer Botschafter in Lima Sitz Santiago de Chile 10. März 1904 bis 15. Mai 1907         | Miguel de Béistegui y Septién |

| Vorgänger                        | Amt                                                                                          | Nachfolger                    |
| -------------------------------- | -------------------------------------------------------------------------------------------- | ----------------------------- |
| José María Gamboa                | mexikanischer Botschafter in Quito Sitz Santiago de Chile 16. März 1904 bis 10. Mai 1907     | Miguel de Béistegui y Septién |
| Pedro Rincón Gallardo y Terreros | mexikanischer Botschafter in London Sitz Santiago de Chile 26. Oktober 1907 bis 5. Juni 1911 | Miguel de Béistegui y Septién |
| Gilberto Crespo y Martínez       | mexikanischer Botschafter in Wien 19. November 1911 bis 10. April 1912                       | Gilberto Crespo y Martínez    |
| Gilberto Crespo y Martínez       | mexikanischer Botschafter in Budapest 19. November 1911 bis 12. April 1912                   | Gilberto Crespo y Martínez    |

| Vorgänger                  | Amt                                                                                 | Nachfolger      |
| -------------------------- | ----------------------------------------------------------------------------------- | --------------- |
| Bartolomé Carbajal y Rosas | mexikanischer Botschafter in Sankt Petersburg 3. Juni 1913 bis 29. Oktober 1913     | Balbino Dávalos |
| Leonardo López Portillo    | mexikanischer Botschafter in Den Haag 5. September 1914 bis 21. Januar 1915         | Isidro Fabela   |
| Francisco Serapio Mora     | mexikanischer Botschafter in Stockholm 5. September 1914 bis 22. Januar 1915        | Isidro Fabela   |
| Balbino Dávalos            | mexikanischer Botschafter in Sankt Petersburg 5. September 1914 bis 20. Januar 1915 | Isidro Fabela   |

| Vorgänger                     | Amt                                                                            | Nachfolger                             |
| ----------------------------- | ------------------------------------------------------------------------------ | -------------------------------------- |
| Carlos Pereyra                | mexikanischer Botschafter in Brüssel 5. September 1914 bis 20. Januar 1915     | Isidro Fabela Alfaro                   |
| Manuel Barreiro y Vallejo     | mexikanischer Botschafter in Christiania 5. September 1914 bis 20. Januar 1915 | Isidro Fabela Alfaro                   |
| Miguel de Béistegui y Septién | Mexikanischer Botschafter in Berlin 5. September 1914 bis 20. Januar 1915      | Juan Sánchez-Azcona y Díaz Covarrubias |
| Juan Sánchez Ascona           | mexikanischer Außenminister 14. Juni bis 1. August 1920                        | Cutberto Hidalgo                       |

| Vorgänger           | Amt                                                                               | Nachfolger      |
| ------------------- | --------------------------------------------------------------------------------- | --------------- |
| Felix F. Palavicini | mexikanischer „Agente Confidencial“ in London 23. Oktober 1920 bis 17. April 1921 | Juan F. Urquidi |